# Districtul Berat

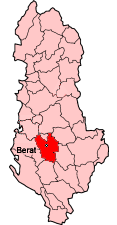
Districtul Berat în Albania

Berat (pe albaneză: Rrethi i Beratit) este unul din cele 36 de districte din Albania, aparținând qarkului (singular: qarku în limba albaneză) cu același nume. Districtul are o suprafață de 915 km². Populația acestuia însumă 128.000 de locuitori (2004).
Districtul a fost numit după orașul cu același nume (Berat). 

## Geografia
Districtul se află la sudul câmpiei Myzeqe. Valea Osum formează partea centrală a districtului. La vale în sus urmează districtul Skrapar. La granița estică se află vârful muntelui Tomor (2414 m), fiind cel mai cunoscut munte din Albania de sud.

## Economia
Orașul Berat este un centru regional important în care turismul incepe să se dezvolte (candidatura orașului drept patrimoniul mondial al UNESCO este în curs de realizare). Agricultura este cel mai important sector economic. În multe locuri din district se practică viticultura.
Șoseaua din valea Osum, în trecut o rută importantă pentru caravane, este astăzi o înfundătură. Cu ajutorul câmpiei Myzeqe Berat este destul de bine legat de centrul Albaniei. 

## Localități
- Orașe: Berat, Urë Vajgurore, Poliçan
- Comune: Cukalat, Kutalli, Lumas, Otlak, Poshnja, Roshnik, Sinja, Tërpan, Velabisht, Vërtop.

1. 1 2 3  GeoNames